# Maria Merkert
Maria Luiza Merkert (Nysa, 21 de septiembre de 1817 - 14 de noviembre de 1872) fue una religiosa católica polaca, fundadora, junto a Klara Wolf, Francizka Werner y su hermana Mathilde Merkert, de la Congregación de Hermanas de Santa Isabel, de la cual fue la primera superiora general. Es venerada como beata en la Iglesia católica, cuya memoria celebra el 14 de noviembre.

## Biografía
Maria Luiza Merkert nació en Nysa, Alta Silesia, por entonces parte de Alemania (actualmente Polonia), el 17 de noviembre de 1842, en el seno de una familia de la burguesía germánica. Con el deseo de fundar una nueva congregación religiosa dedicada a la atención de los pobres y enfermos y a la educación de los jóvenes, junto a Klara Wolf, Francizka Werner y su hermana Mathilde Merkert, inició a hacer vida en común. Estas religiosas realizaron su noviciado con las Hermanas de la Caridad de San Carlos y dieron inicio a la Congregación de Hermanas de Santa Isabel el 27 de septiembre de 1842. Con la aprobación diocesana del instituto, Heinrich Förster, obispo de Breslavia, nombró a Merkert como superiora general. Luego de haber fundado diversas comunidades, escuelas y hospitales, la fundadora murió el 14 de noviembre de 1872 y fue sepultada en la iglesia de Santiago de Nysa.

## Culto
El proceso de beatificación de Maria Merkert fue incoado por Alfons Nossol, obispo de la diócesis de Opole, el 19 de febrero de 1985. El proceso clausuró el 9 de septiembre de 1997 y fe pasado a la Santa Sede. El papa Juan Pablo II la declaró venerable el 20 de diciembre de 2004 y fue beatificada por el papa Benedicto XVI el 30 de septiembre de 2007. La ceremonia fue presidida por el cardenal José Saraiva Martins, prefecto de la Congregación para las Causas de los Santos, en Polonia.
El Martirologio romano hace mención de su elogio el 14 de noviembre, día en el que la Iglesia católica celebra su memoria. Es venerada especialmente las hermanas de Santa Isabel y en su ciudad natal, Nysa, donde descansan sus restos, en la basílica de Santiago y Santa Inés.